# A Balada da Margem Sul
A Balada da Margem Sul é um espectáculo de teatro musical com texto e encenação de Hélder Costa e música original de Jorge Palma, estreado a 18 de Fevereiro de 2010, pela Companhia de Teatro A Barraca, no Teatro Cinearte, em Lisboa.
«A Balada da Margem Sul» é uma versão contemporânea do clássico Romeu e Julieta onde surge um amor entre um skin-head e uma negra.

## Sinopse
Dois grupos rivais (skin-heads e negros marginais) na margem sul do Tejo são surpreendidos pelo amor que nasce entre membros do seu grupo. 
Estamos perante uma crise económica, fabricas encerradas, desemprego, exclusão social... será que é possível o amor entre um skin-head e uma negra resistir a tudo isto?

## Ficha Artística
Espectáculo de Hélder Costa 
e Canções de Jorge Palma
Elenco:
- Sérgio Moras –  skin Pedro
- Ciomara Morais – Leonor
- Adérito Lopes – skin, padre, aluno
- Pedro Borges / Rui Sá – skin Carlos
- Rita Fernandes – mãe e freira
- Ady Batista – Sónia, Betty, Feiticeira
- Carlos Paca – João, aluno
- Fabrizio Quissanga – pai, preto velho
- Giovanni Lourenço – aluno, preto velho
- Patrícia Adão Marques – Isabel
- Ruben Santos – skin  Cabeçudo, aluno
- Rute Miranda – skin, Elisa, mulher bairro de lata, professora
- Diogo Severino – skin Lingrinhas, aluno
- Maikel Sani – aluno, preto velho
- Vera Ferreira – skin Rosa, colegial

## Ficha Técnica
- Coreografias:Célia Alturas
- Movimento, Lutas, Vídeo e Making of:Fernando Cardoso (Nani)
- Apoio de Lutas:José Reis e Chullage
- Vozes:Paulo Serafim
- Guarda-Roupa:Rita Fernandes e Ruben Santos
- Costureira:Inna Siryk
- Adereços:Luis Thomar
- Sonoplastia:Ricardo Santos
- Luminotecnia:Fernando Belo
- Recolha de som e vídeo:José Carlos Pontes
- Relações Públicas e Produção:Elsa Lourenço e Inês Aboim
- Assistente de Produção:Inês Costa
- Secretariado:Maria Navarro
- Fotografias:Luís Rocha e Tânia Araújo - Movimento de Expressão Fotográfico (MEF)
- Fotografia de Cartaz:Miguel Claro

## Fonte
- Página da Companhia de Teatro A Barraca
- CETbase - Teatro em Portugal[ligação inativa]